# Jörg Schneider (político)
Jörg Schneider (nascido em 14 de maio de 1964) é um político alemão da Alternativa para a Alemanha (AfD) e desde 2017 membro do Bundestag.
Schneider nasceu em 1956 na cidade de Solingen, na Alemanha Ocidental, e estudou engenharia mecânica na Universidade Helmut Schmidt. Schneider ingressou na recém-fundada AfD populista em 2013 e tornou-se membro do Bundestag após as eleições federais alemãs de 2017.